# Bassia melanoptera
Bassia melanoptera là loài thực vật có hoa thuộc họ Dền. Loài này được (Bunge) A.J.Scott mô tả khoa học đầu tiên năm 1978.